# Nathan Tyson
Nathan Tyson, född 4 maj 1982 i Reading, Berkshire, är en engelsk fotbollsspelare som spelar för skotska Kilmarnock.
Tyson började sin karriär i Reading FC:s ungdomslag och blev utlånad till Maidenhead United FC, Swansea City AFC och Cheltenham Town FC. Under den tiden representerade han även Englands U20-lag.